# Protezione dei beni culturali

Lo "scudo blu", il simbolo adottato dalla Convenzione

La protezione dei beni culturali è una branca del diritto pubblico che si occupa delle convenzioni internazionali e delle leggi dello stato volte a proteggere i beni culturali da danni e distruzioni nel corso di un conflitto armato.

## Storia
La storia della protezione dei beni culturali nella sua forma attuale inizia con la massiccia distruzione di beni culturali perpetrata durante la Seconda guerra mondiale. Nell'ambito della fondazione dell'ONU nel 1945, è stata creata l'UNESCO, quale una delle diciassette organizzazioni delle Nazioni Unite, che si occupa di questioni concernenti l'educazione, la scienza e la cultura. È tuttora l'organizzazione centrale della protezione dei beni culturali a livello internazionale. L'UNESCO ha assunto un ruolo di coordinamento anche nel 1954, quando la protezione dei beni culturali è stata trasposta nel diritto internazionale con la Convenzione dell'Aia per la protezione dei beni culturali in caso di conflitto armato.

## La normativa
La principale norma è costituita dalla Convenzione dell'Aja del 14 maggio 1954, accompagnata da un Regolamento e da un Protocollo Aggiuntivo (I Protocollo) e integrata in data 26 marzo 1999 da un ulteriore Protocollo Aggiuntivo (II Protocollo).
La convenzione internazionale si basa sull’idea che il patrimonio culturale appartiene all’umanità intera, che ogni popolo contribuisce alla cultura del mondo e che è nell’interesse di tutti assicurarne la protezione internazionale. La convenzione impone la tutela dei beni culturali in tempo di pace con tutte le misure appropriate per prevenire gli effetti di un conflitto armato e impone il rispetto dei beni culturali sia che siano collocati sul proprio territorio che sul territorio di altre nazioni. 
La convenzione definisce i diversi tipi di protezione, richiede che i beni culturali siano contrassegnati, che le truppe siano informate sulla protezione dei beni culturali e che vi siano servizi e personale specializzato adeguatamente formato.

### Contrassegno dei beni culturali
Il contrassegno è lo "Scudo Blu", simbolo scelto nel 1954 dalla convenzione per segnalare i beni culturali, i rifugi, i trasporti e il personale addetto alla protezione dei beni. Questo contrassegno è definito come "uno scudo, appuntato in basso, inquadrato in croce di S. Andrea, d'azzurro e di bianco (uno scudo composto di un quadrato turchino con un angolo iscritto nella punta dello scudo, sormontato da un triangolo azzurro, i due determinanti un triangolo bianco a ciascun lato)". 

### Protezione dei beni culturali
La convenzione istituisce due modelli di protezione: la protezione generale e la protezione speciale.
La protezione generale è concessa dalla convenzione a tutti i beni culturali, nell'accezione fornita dall'art. 1 della convenzione stessa. Per poter godere della protezione il bene culturale non deve essere un obiettivo militare né essere utilizzata a scopi militari. Il detentore del bene può contrassegnare il bene stesso con il simbolo della convenzione, ma l'apposizione del simbolo non è condizione necessaria della protezione.
La protezione speciale è concessa dalla convenzione a un limitato numero di beni culturali di grande importanza, nonché a rifugi permanenti destinati ad accogliere beni culturali mobili in occasione di un conflitto. Questi beni culturali devono essere registrati in un apposito elenco e devono essere contrassegnati con il simbolo della convenzione ripetuto tre volte. L'apposizione del simbolo è condizione necessaria della protezione.
La procedura di iscrizione per la protezione speciale è lunga e complessa, talché nel registro sono iscritti soltanto la Città del Vaticano ed un limitatissimo numero di rifugi antinucleari per beni mobili.
Il secondo protocollo aggiuntivo del 1999 ha creato un nuovo modello di protezione, la protezione rinforzata. Anche per questo modello esiste un registro, ma le procedure sono più semplici, basate sul silenzio-assenso. Per il modello di protezione rinforzata non è stato individuato nessun contrassegno specifico.

## I soggetti
Le attività di promozione, applicazione della normativa e tutela dei beni culturali in caso di conflitto sono istituzionalmente svolte (come previsto dalla stessa Convenzione dell'Aja del 1954) dall'UNESCO e dalle organizzazioni ad essa collegate: in particolare dal Comitato Internazionale dello Scudo Blu (ICBS), composto da ICOM, ICOMOS, ICA e IFLA.
Altri soggetti internazionali significativi in questo ambito sono l'ICCROM di Roma, il CICR (Comitato Internazionale della Croce Rossa) di Ginevra e l'IIHL (Istituto Internazionale di Diritto Umanitario) di Sanremo.
Allo scopo di contribuire con attività di volontariato alle misure poste in atto dai governi e dalle amministrazioni locali sono inoltre sorte in Europa alcune organizzazioni non governative attive nella protezione dei beni culturali in tempo di conflitto armato. La prima nata è stata la Società Svizzera di Protezione dei beni culturali SSPBC - SGKGS, che ha visto la luce nel 1964; è seguita, nel 1980, la Società Austriaca ÖGKGS; a metà degli anni ottanta in ambedue le Germanie sono sorte le rispettive società, poi confluite in un'unica (DGKS) nel 1993. Nel 1996 sono state fondate la Società Italiana per la Protezione dei beni culturali SIPBC e la Società Romena SRPBC.
Le cinque società nazionali fin qui sorte hanno dato vita nel 1997 alla "Lega Internazionale delle Società Nazionali di Protezione Beni Culturali", ONG internazionale, alla quale ha poi aderito la società spagnola AEPBC, nata nel 1999. Partecipano alla lega in qualità di osservatori i rappresentanti delle forze armate francesi e dei Paesi Bassi ed il rappresentante dell'Università di Évora, in Portogallo. Sono inoltre in via di costituzione altre società nazionali, anche al di fuori dell'Europa.
Il campo di attività delle ONG anzidette è stata ampliata rispetto agli originali scopi legati ai conflitti armati: esse oggi si occupano anche della protezione dei beni culturali dalle calamità e della loro tutela, conservazione e valorizzazione.
Un'altra ONG particolarmente attiva, sin dal 1995, nel settore della salvaguardia del patrimonio culturale nelle aree a rischio bellico è l'Osservatorio Permanente per la Protezione dei Beni Culturali ed Ambientali in Area di Crisi dell'I.S.Fo.R.M., che ha realizzato molteplici progetti di tutela e conservazione dei beni culturali in Bosnia ed Erzegovina, in Albania, in Kosovo ed in Medio Oriente.
In questi ultimi anni anche la Protezione Civile è più attenta alla salvaguardia dei beni culturali dai rischi naturali. Con decreto interministeriale è stato costituito il gruppo di lavoro per la salvaguardia dei beni culturali dai rischi naturali (GLABEC), composto da professionalità del Dipartimento della Protezione Civile, del Ministero per i Beni e le Attività Culturali e del Corpo Nazionale dei Vigili del Fuoco. Il Gruppo ha recentemente approntato le schede per il rilevamento di danni ai beni culturali provocati da attività sismiche.

### Protezione dei beni culturali per nazione
- Svizzera